# Zénon Saint-Laurent
Zenon Saint-Laurent, né le 18 septembre 1912 à Mont-Joli et mort le 24 mai 2005 à Montréal  est un coureur cycliste canadien. Amateur, il est entraîné et conseillé par Louis Quilicot, « le papa des cyclistes », au  Québec puis professionnel, il court neuf courses des six jours, faisant équipe avec William Peden et Henri Lepage. Il prit sa retraite en 1935, après une dernière course à Toronto. Il se reconvertit dans la police de Montréal
Il a été intronisé au Temple de la renommée du cyclisme québécois en 1990.

## Palmarès
- 1931
  -  Champion du Canada sur piste, 50 mille, Amateurs
  - Québec- Montréal
- 1932
  - Québec- Montréal